# Final de la Copa de Portugal 2020-21
La Final de la Copa de Portugal 2020-21 fue la 81.ª edición de la definición del torneo. La Final se disputará el 23 de mayo de 2021.

## Finalistas
En  negrita , las finales ganadas.
| Equipos        | Finales jugadas anteriormente | Finales jugadas anteriormente                |
| -------------- | ----------------------------- | -------------------------------------------- |
| Sporting Braga | 5 (2)                         | 1965-66,1981-82, 1997-98, 2014-15 y 2015-16. |
| Bandera de ?   | - (-)                         |                                              |

## Partido (Final)

### Ficha
| width=10% | Guardameta     | Bandera de ?     |  |
|           | Defensa        | Bandera de ?     |  |
|           | Defensa        | Bandera de ?     |  |
|           | Defensa        | Bandera de ?     |  |
|           | Defensa        | Bandera de ?     |  |
|           | Centrocampista | Bandera de ?     |  |
|           | Centrocampista | Bandera de ?     |  |
|           | Centrocampista | Bandera de ?     |  |
|           | Centrocampista | Bandera de ?     |  |
|           | Delantero      | Bandera de ?     |  |
|           | Delantero      | Bandera de ?     |  |
| D. T.     | D. T.          | Carlos Carvalhal |  |

| width=10% | Guardameta     | Bandera de ? |  |
|           | Defensa        | Bandera de ? |  |
|           | Defensa        | Bandera de ? |  |
|           | Defensa        | Bandera de ? |  |
|           | Defensa        | Bandera de ? |  |
|           | Centrocampista | Bandera de ? |  |
|           | Centrocampista | Bandera de ? |  |
|           | Centrocampista | Bandera de ? |  |
|           | Centrocampista | Bandera de ? |  |
|           | Delantero      | Bandera de ? |  |
|           | Delantero      | Bandera de ? |  |
| D. T.     | D. T.          | Jorge Jesus  |  |

| Principal  | Bandera de Portugal    |
| Asistentes | Bandera de Portugal    |
|            | Asistentes adicionales |
| Cuarto     | Bandera de Portugal    |
| Quinto     | Bandera de Portugal    |

| width=10% | Guardameta     | Bandera de ?     |  |
|           | Defensa        | Bandera de ?     |  |
|           | Defensa        | Bandera de ?     |  |
|           | Defensa        | Bandera de ?     |  |
|           | Defensa        | Bandera de ?     |  |
|           | Centrocampista | Bandera de ?     |  |
|           | Centrocampista | Bandera de ?     |  |
|           | Centrocampista | Bandera de ?     |  |
|           | Centrocampista | Bandera de ?     |  |
|           | Delantero      | Bandera de ?     |  |
|           | Delantero      | Bandera de ?     |  |
| D. T.     | D. T.          | Carlos Carvalhal |  |

| width=10% | Guardameta     | Bandera de ? |  |
|           | Defensa        | Bandera de ? |  |
|           | Defensa        | Bandera de ? |  |
|           | Defensa        | Bandera de ? |  |
|           | Defensa        | Bandera de ? |  |
|           | Centrocampista | Bandera de ? |  |
|           | Centrocampista | Bandera de ? |  |
|           | Centrocampista | Bandera de ? |  |
|           | Centrocampista | Bandera de ? |  |
|           | Delantero      | Bandera de ? |  |
|           | Delantero      | Bandera de ? |  |
| D. T.     | D. T.          | Jorge Jesus  |  |

| Principal  | Bandera de Portugal    |
| Asistentes | Bandera de Portugal    |
|            | Asistentes adicionales |
| Cuarto     | Bandera de Portugal    |
| Quinto     | Bandera de Portugal    |

| width=10% | Guardameta     | Bandera de ?     |  |
|           | Defensa        | Bandera de ?     |  |
|           | Defensa        | Bandera de ?     |  |
|           | Defensa        | Bandera de ?     |  |
|           | Defensa        | Bandera de ?     |  |
|           | Centrocampista | Bandera de ?     |  |
|           | Centrocampista | Bandera de ?     |  |
|           | Centrocampista | Bandera de ?     |  |
|           | Centrocampista | Bandera de ?     |  |
|           | Delantero      | Bandera de ?     |  |
|           | Delantero      | Bandera de ?     |  |
| D. T.     | D. T.          | Carlos Carvalhal |  |

| width=10% | Guardameta     | Bandera de ? |  |
|           | Defensa        | Bandera de ? |  |
|           | Defensa        | Bandera de ? |  |
|           | Defensa        | Bandera de ? |  |
|           | Defensa        | Bandera de ? |  |
|           | Centrocampista | Bandera de ? |  |
|           | Centrocampista | Bandera de ? |  |
|           | Centrocampista | Bandera de ? |  |
|           | Centrocampista | Bandera de ? |  |
|           | Delantero      | Bandera de ? |  |
|           | Delantero      | Bandera de ? |  |
| D. T.     | D. T.          | Jorge Jesus  |  |

| Principal  | Bandera de Portugal    |
| Asistentes | Bandera de Portugal    |
|            | Asistentes adicionales |
| Cuarto     | Bandera de Portugal    |
| Quinto     | Bandera de Portugal    |

| width=10% | Guardameta     | Bandera de ?     |  |
|           | Defensa        | Bandera de ?     |  |
|           | Defensa        | Bandera de ?     |  |
|           | Defensa        | Bandera de ?     |  |
|           | Defensa        | Bandera de ?     |  |
|           | Centrocampista | Bandera de ?     |  |
|           | Centrocampista | Bandera de ?     |  |
|           | Centrocampista | Bandera de ?     |  |
|           | Centrocampista | Bandera de ?     |  |
|           | Delantero      | Bandera de ?     |  |
|           | Delantero      | Bandera de ?     |  |
| D. T.     | D. T.          | Carlos Carvalhal |  |

| width=10% | Guardameta     | Bandera de ? |  |
|           | Defensa        | Bandera de ? |  |
|           | Defensa        | Bandera de ? |  |
|           | Defensa        | Bandera de ? |  |
|           | Defensa        | Bandera de ? |  |
|           | Centrocampista | Bandera de ? |  |
|           | Centrocampista | Bandera de ? |  |
|           | Centrocampista | Bandera de ? |  |
|           | Centrocampista | Bandera de ? |  |
|           | Delantero      | Bandera de ? |  |
|           | Delantero      | Bandera de ? |  |
| D. T.     | D. T.          | Jorge Jesus  |  |

| Principal  | Bandera de Portugal    |
| Asistentes | Bandera de Portugal    |
|            | Asistentes adicionales |
| Cuarto     | Bandera de Portugal    |
| Quinto     | Bandera de Portugal    |